# المجمع المغلق 1700
المجمع المغلق 1700 هو المجمع الموكول بانتخاب بابا الكنيسة الكاثوليكية الجديد بعد استقالة البابا. انعقد مجمع الكرادلة لانتخاب البابا الجديد بدءًا من
9 أكتوبر 1700 وانتهى في 23 نوفمبر 1700. انتُخبَ كليمنت الحادي عشر ليكون البابا الجديد للكنيسة.
عُقدَ المجمع في إيطاليا .